# Hampe florale
Pour les articles homonymes, voir Hampe.

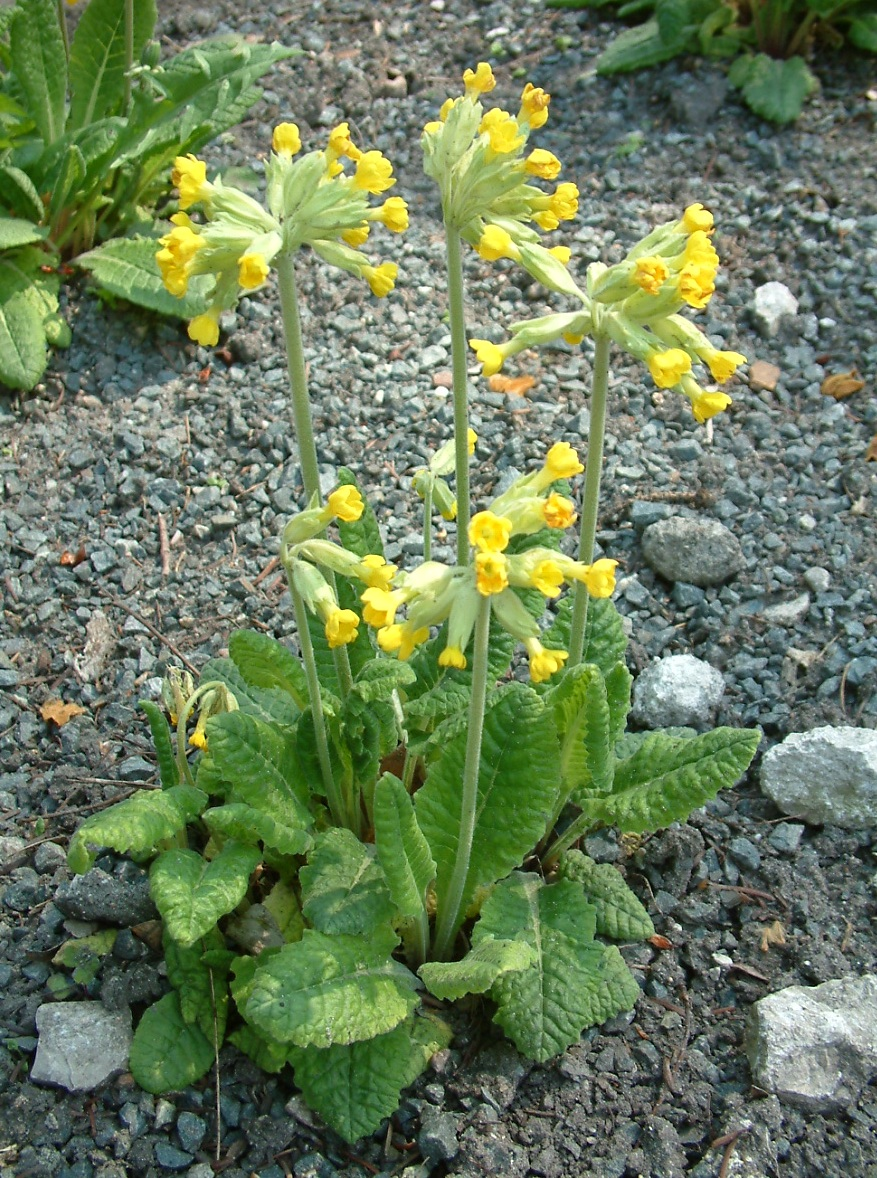
Hampes florales de Primevère, issues de rosettes.

En botanique, chez les angiospermes, une hampe florale est un pédoncule aphylle (à l'exception des bractées de l'inflorescence qui le font souvent confondre avec une tige) qui porte une fleur ou une inflorescence (ensemble de fleurs). Il correspond à un entre-nœud démesuré. Sa morphologie, sa couleur, sa hauteur, sa section sont des critères pour la détermination de certaines espèces végétales, notamment chez les familles des Amaryllidaceae, Balsaminaceae, Liliaceae, Papaveraceae, Droseraceae et Violaceae.
Cet axe aphylle est issu directement d'un rhizome, d'un tubercule, d'une souche, d'une rosette ou d'une structure souterraine ou sous-marine similaire.

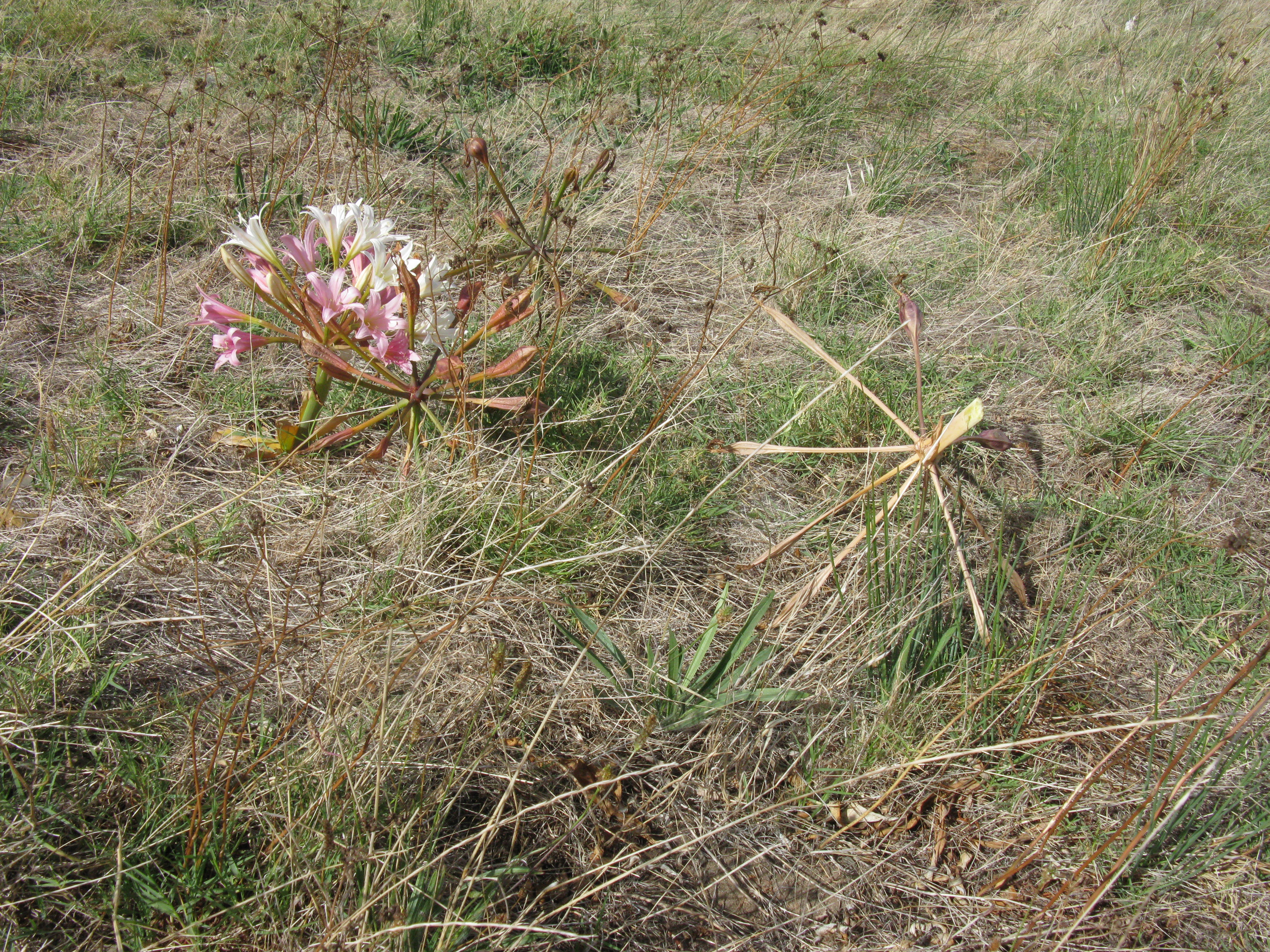
Ammocharis longifolia : inflorescence (à gauche), rosette et hampe adaptées à l'anémogéochorie (à droite).

Les hampes de ciboulette, d'oignon vert, de ciboule de Chine et d'ail cultivé sont utilisées comme légumes.
Chez certaines Amaryllidaceae xérophytes poussant dans les déserts ou les milieux arides, les hampes, une fois mûres et sèches, se séparent de la racine, formant des virevoltants qui constituent un cas de migration d’une espèce végétale. Ce mécanisme est utile à la reproduction, favorisant l'anémogéochorie.
Synonymes : scape.